# ジェノヴァ港

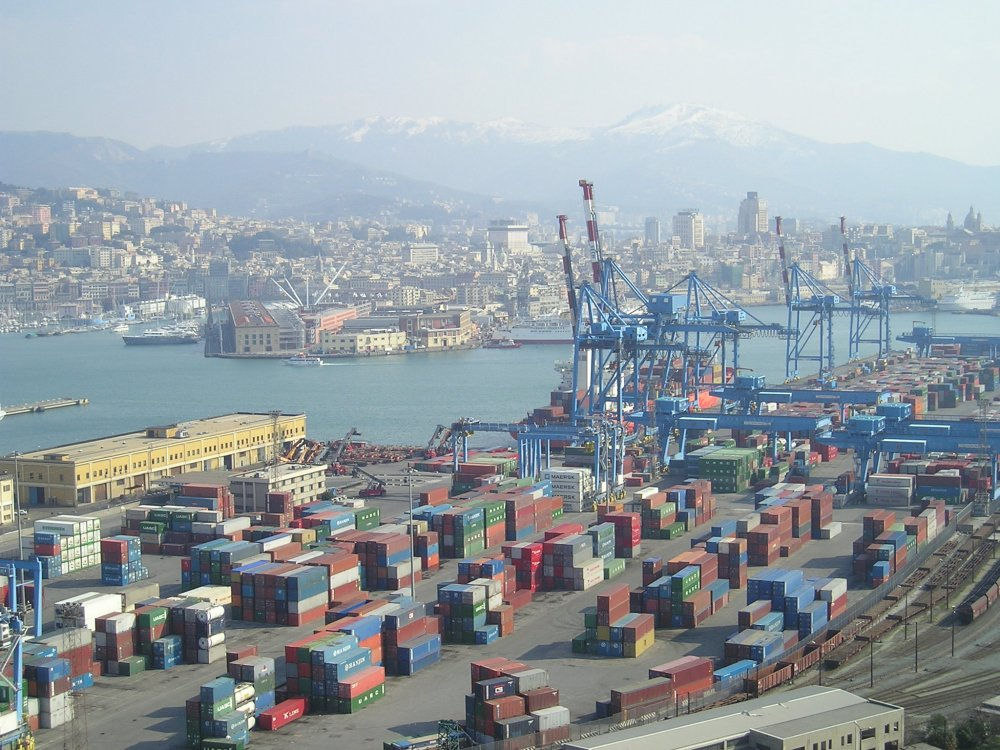
港内のコンテナターミナルの1つ。背後にはジェノヴァ市街がある

古代において、ジェノヴァは強大な海洋国家であり、「華麗な都市」としても知られていた。ジェノヴァ港 (イタリア語: Porto di Genova) は、地中海に面するイタリアの国内で有数の海港である。5160万トンの貿易量があり、トン数ではイタリア最大、TEUではジョイア・タウロのトランシップ港（2012年時点で210万TEU）に次いで、2番目の規模を誇る。この港は、解体場所としても使用されており、コスタ・コンコルディアが解体された港としても知られている。

## 構造上の特徴

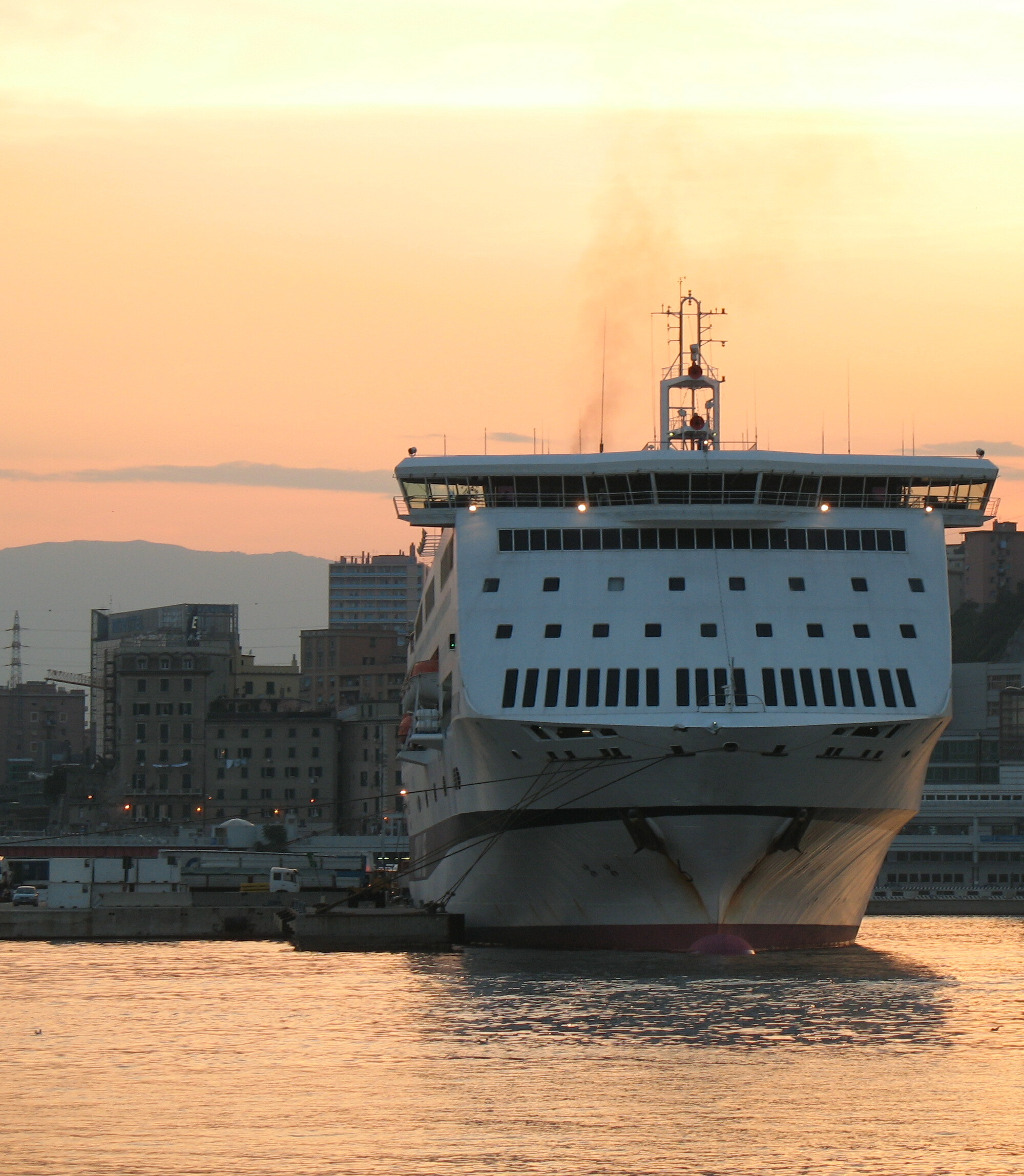
フェリーターミナル

ジェノヴァ港の面積は、約700ヘクタールの陸地面積と500ヘクタールの水面積からなり、海岸線22km以上にわたって続き、47kmの沿岸道路と30kmの現役の埠頭が存在する。
港には4つの主な入り口がある：
- 東内港 - 古い港湾地域の旧港から造船所やサンピエルダレーナのターミナルへとアクセスが可能である。
- 西（コルニグリアーノ）内港 - 主にILVA埠頭で船の運用に使用されている。
- ムルテド入り口 - 石油ターミナルの機能やフィンカンティエリ造船所として運用されている。
- プラ入り口 - 港の西端地域でコンテナターミナルとして運用されている。

## 旅客ターミナル
旅客ターミナルの埠頭は、25万平方メートル以上にわたっており、クルーズ客船のための5つの停泊地と、フェリーのための13の停泊地がある。また、年間400万人のフェリー旅客、150万台の自動車と25万台のトラックを輸送できる。
ポンテ・デイ・ミッレの歴史ある乗り場は、現在技術的に発展したクルーズターミナルとなっている。世界で最も近代的な空港を参考に設計された施設で、何千人もの乗客を運ぶ最新の客船の乗下船がスムーズに行えるようになっている。
3番目のクルーズターミナルは現在、穀物輸送のための埠頭が存在したポンテ・パロディの再開発エリアにて建設中である。

## 灯台
港内には2つの大きな灯台がある。高さ76メートル (249フィート) の歴史的なジェノヴァ灯台と、港の東端に位置する小さなプンタ・ヴァグノ灯台である。

## マリーナ

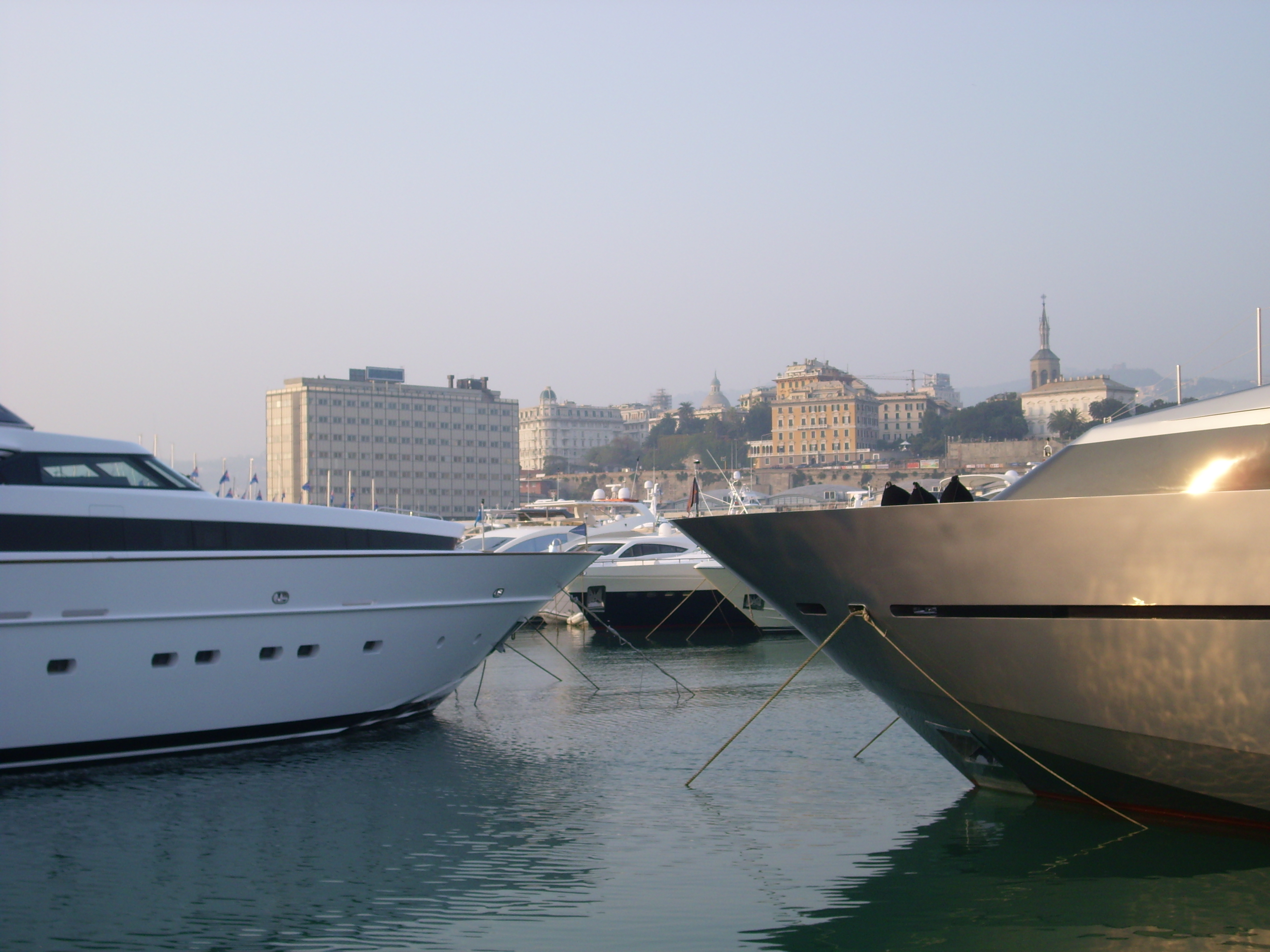
ジェノヴァ国際ボートショーが開催される展示センターのマリーナ

コンテナターミナルや旅客ターミナルの他にも、造船所や他の産業、貨物施設が港内には存在し、さらに多くの帆船やヨットが停泊するいくつかのマリーナもある。
- 展示センターのマリーナ（305の停泊地）
- ドゥカ デグリ アブルッチのマリーナ - ヨットクラブ・イタリアーノ（英語版）（350の停泊地）
- モロ・ヴェッキオのマリーナ - 旧港（150m以内のヨット用160の停泊地）
- ポルト・アンティコのマリーナ（60m以内のヨット用280の停泊地）
- ジェノヴァ・アエロポルトのマリーナ（500の停泊地、スーパーヨット用の新施設）
- プラマリーナ - 旧プラビーチ、現在の「Fascia di Rispetto di Pra'」にある（1000の停泊地）